# Municipio Roma I (2001-2013)
Municipio Roma I, già "Circoscrizione I", è stata la denominazione della prima suddivisione amministrativa di Roma Capitale, che comprendeva il centro storico nel perimetro delle Mura Aureliane.
Con la delibera n.11 dell'11 marzo 2013, l'Assemblea Capitolina lo accorpa con l'ex Municipio Roma XVII ed istituisce il nuovo Municipio Roma I.

## Geografia fisica

### Territorio
Il suo territorio era suddiviso in otto Zone Urbanistiche e la sua popolazione così distribuita:
| M. Roma I (Centro Storico) |         |
| 1a Centro Storico          | 39.288  |
| 1b Trastevere              | 21.749  |
| 1c Aventino                | 8.792   |
| 1d Testaccio               | 8.373   |
| 1e Esquilino               | 37.383  |
| 1f XX Settembre            | 10.670  |
| 1g Celio                   | 4.524   |
| 1x Zona archeologica       | 952     |
| Non Localizzati            | 150     |
| Totale                     | 131.881 |

Il territorio si estendeva sui seguenti rioni:

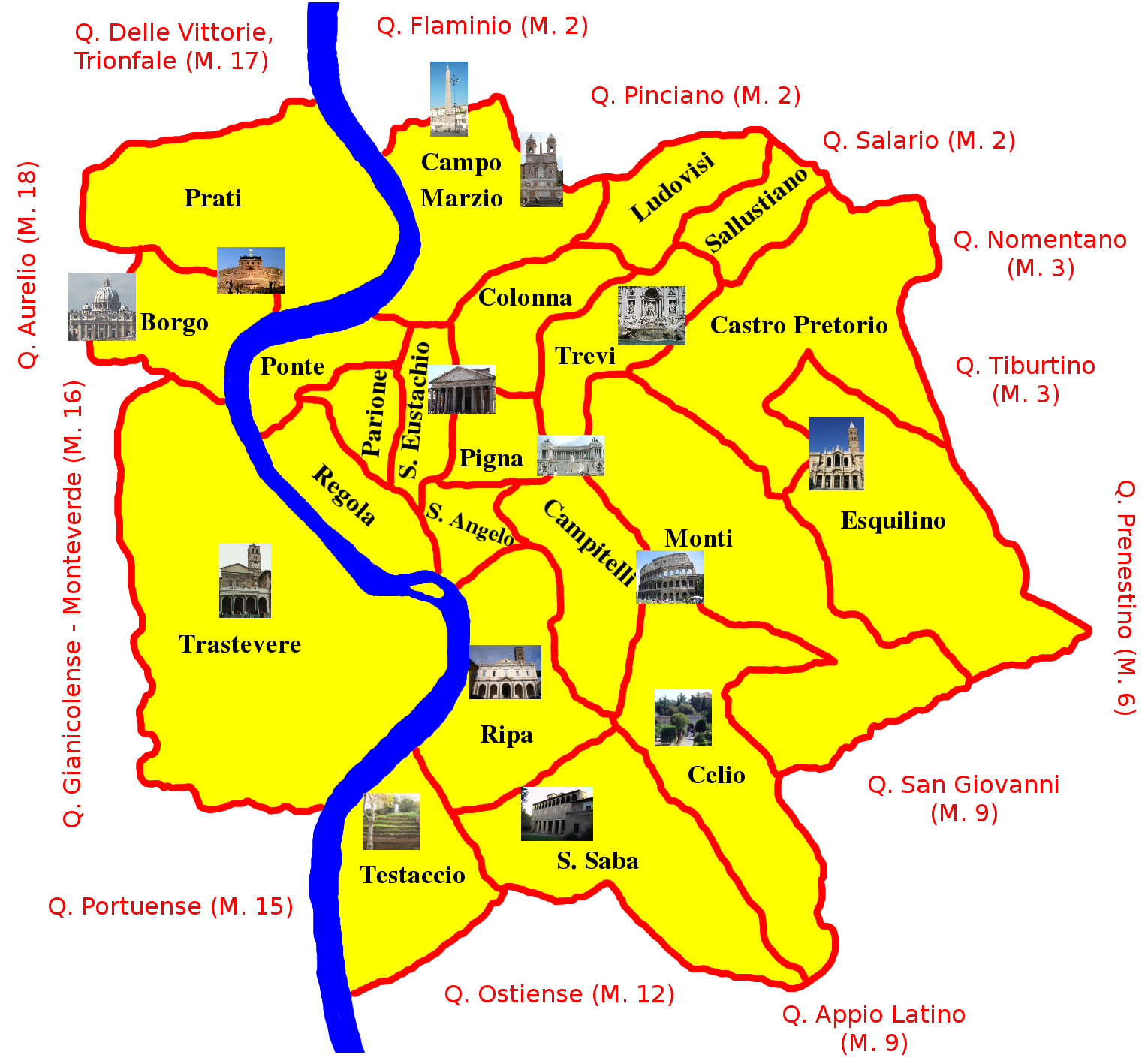
Carta dettagliata dei rioni

- R. I Monti
- R. II Trevi
- R. III Colonna
- R. IV Campo Marzio
- R. V Ponte
- R. VI Parione
- R. VII Regola
- R. VIII Sant'Eustachio
- R. IX Pigna
- R. X Campitelli

- R. XI Sant'Angelo
- R. XII Ripa
- R. XIII Trastevere
- R. XV Esquilino
- R. XVI Ludovisi
- R. XVII Sallustiano
- R. XVIII Castro Pretorio (parte)
- R. XIX Celio
- R. XX Testaccio
- R. XXI San Saba

I rioni Borgo (R. XIV) e Prati (R. XXII) rientravano nell'ex Municipio Roma XVII. La parte del rione Castro Pretorio (R. XVIII) non compresa nel I Municipio ricadeva nel Municipio III (Nomentano - San Lorenzo).
Il territorio si estendeva sui seguenti quartieri:
- Q.X Ostiense (parte)

- Q.XX Ardeatino (parte)

## Musei
Nel municipio sono presenti 103 musei (di cui 70 comunali e 33 statali), come ad esempio Il Complesso del Vittoriano, Le Scuderie del Quirinale e Il Palazzo delle Esposizioni.

## Presidenti del Municipio
| Periodo | Periodo | Presidente        | Partito                           | Carica     | Note |
| ------- | ------- | ----------------- | --------------------------------- | ---------- | ---- |
| 2001    | 2008    | Giuseppe Lobefaro | La Margherita/Partito Democratico | Presidente |      |
| 2008    | 2013    | Orlando Corsetti  | Partito Democratico               | Presidente |      |